# 봉하마을

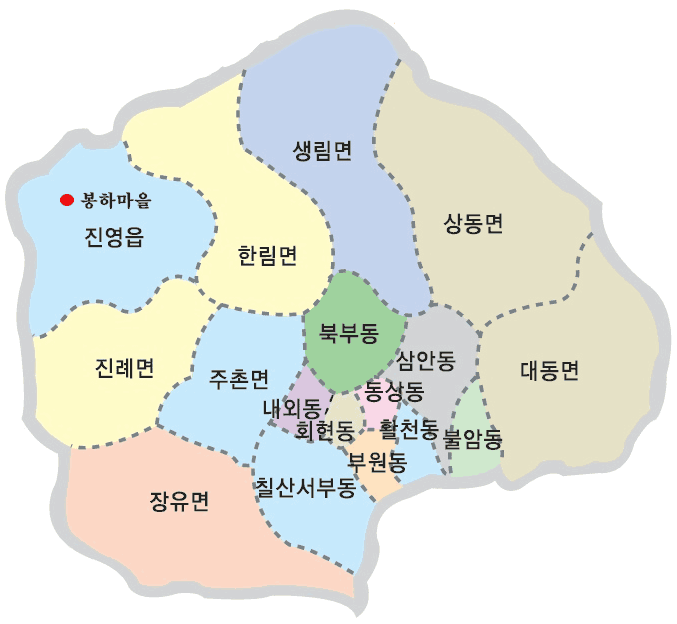
봉하마을의 위치

봉하마을(烽下─)은 대한민국 경상남도 김해시 진영읍 본산리 일대의 지명이자 마을이다. 봉화산 봉수대 아래에 있는 마을이라고 하여 봉하마을이라고 불리며, 대한민국 제16대 대통령 노무현의 출생지이며, 그가 퇴임 후 거주하고 2009년 5월 23일 검찰의 압박조사 중 생을 마감한 곳으로 알려졌다. 주요 작물로는 진영단감과 벼농사를 주로 하는 전형적인 농촌마을이다.

## 대통령 사저
노무현 前 대통령은 퇴임하기 전에 봉하마을에 자신의 집을 건축하였고, 주위에 경호관저도 함께 건립했다. 퇴임 후에 그를 만나보려는 사람들이 많이 찾아 주변의 자연습지 하천인 화포천과 굴포천, 봉화산 등이 관광지로 변모해왔다. 노 전 대통령이 서거한 이후에는 권양숙 여사가 홀로 사저에서 거주하다가, 2019년 대통령의 집이라는 이름으로 사저가 완전개방되었다. 사저가 시민관람공간으로 변하면서 권양숙 여사는 봉하마을을 떠나 진영읍 내에 다른 집을 짓고 그 곳에서 거주중이다.

## 특산물
봉하오리쌀
노무현 前 대통령은 퇴임 후 봉하마을로 귀향한 뒤, 친환경 생태마을 만들기의 일환으로 봉하오리쌀을 내어놓았다. 봉하오리쌀은 친환경농법으로 제초제와 살충제 등 농약을 사용하지 않고, 오리를 이용해 해충을 방제하는 방식으로 재배를 하였다. 2008년 봉하마을이라는 영농법인을 만들어 봉하오리쌀이라는 브랜드로 2008년분 판매를 완료하였다.
봉하마을 찰보리빵
봉하마을 찰보리빵은 봉하마을 현지에서 직접 만든 빵으로 공식명칭은 '봉하마을에서 만든 찰보리빵'이며 줄여서 '봉하빵' 이라고 불린다. 둥글고 누르스름하게 익은 빵이며 2겹으로 되어있고 밀가루를 사용하지 않고 보리로만 만들었다는 특징이 있다. 포장지에는 '봉하마을에서 만든 찰보리빵'이라는 문구가 써져있으며 '봉하빵인'이라는 도장이 새겨져있다. 본래 이 가게는 경주시 출신의 외지인이 운영하고 있었으나, 2009년 2월 가게를 노무현 前 대통령의 친척에게 처분했다.

## 주변 관광지
- 봉화산 마애불
- 한림민속박물관
- 클레이아크 김해미술관
- 농부가그린정원

## 교통

### 철도
- 경전선 한림정역이나 진영역 인근에 위치하고 있다. 도보로 약 30분 정도 소요된다.

#### 김해시내버스
- 10번 (진영신도시, 진영역 방면) : 첫차 06:45, 막차 21:00 (하루 20회 운행, 30~60분 간격)
- 57번 (진영터미널, 장방, 한림, 모정 방면) : 첫차 06:30(모정)/07:20(진영), 막차 20:40(모정)/21:30(진영) (하루 8회 운행)
- 300번 (진영역, 주촌 덕암공단, 부원역, 외동터미널) : 첫차 10:45, 막차 21:30 (하루 5회 운행)

## 행정 구역
경상남도 김해시 진영읍 본산리(법정리) 봉하리(행정리)

## 사진

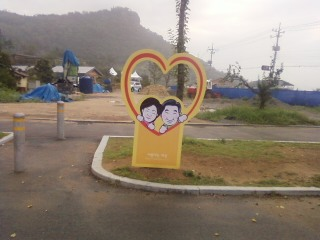
노무현 前 대통령 생가 입구 앞에 있는 판
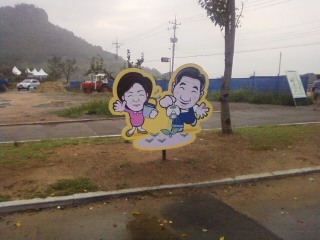
노무현 前 대통령 생가 입구 앞에 있는 판 2
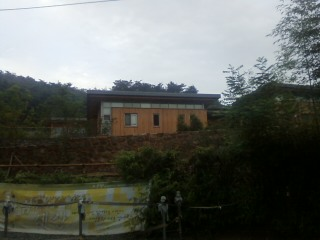
노무현 前 대통령 사저
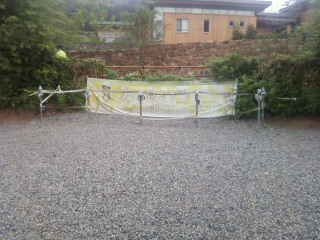
노무현 前 대통령과 방문객들이 만나던 곳
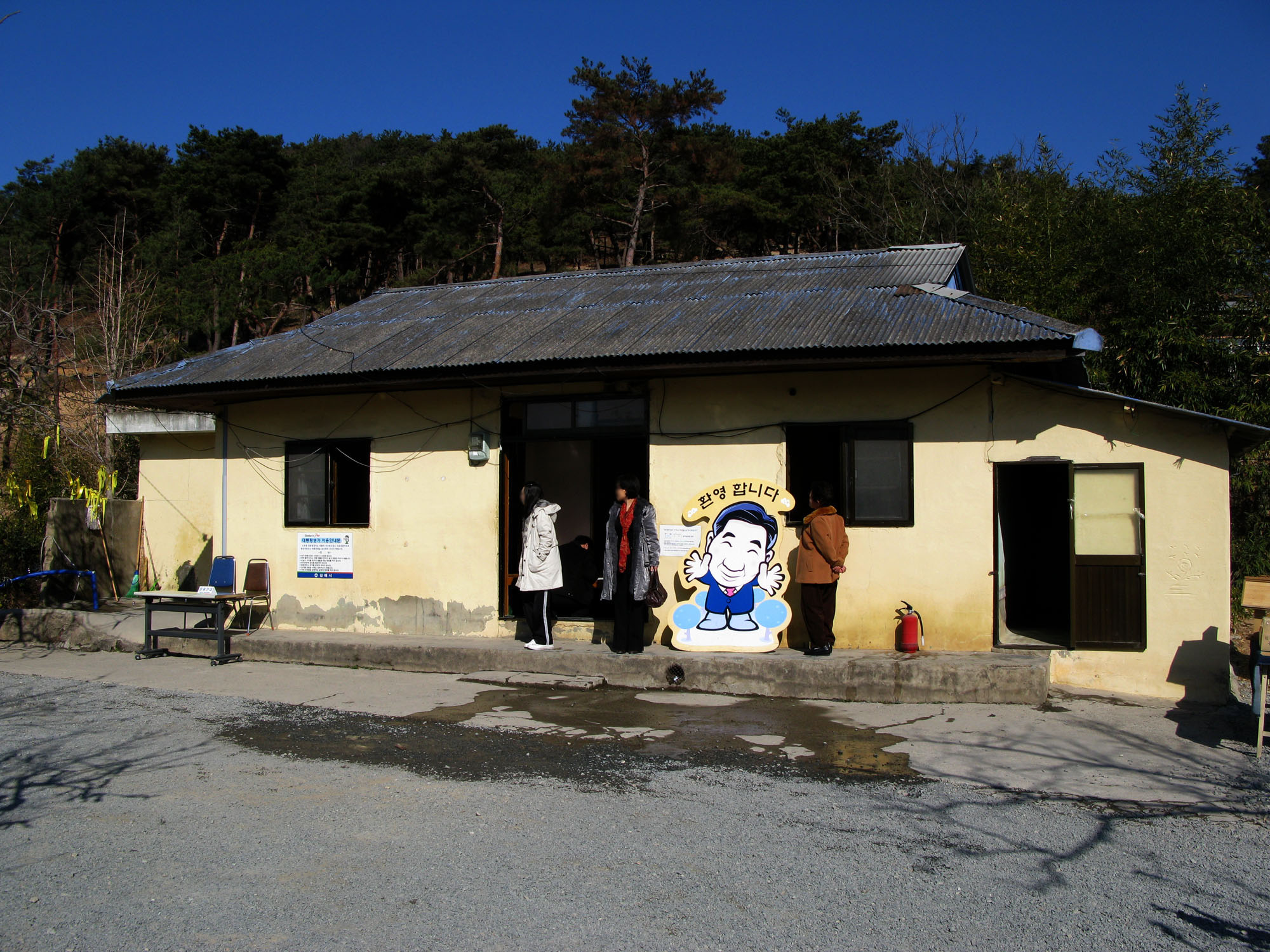
노무현 前 대통령 생가
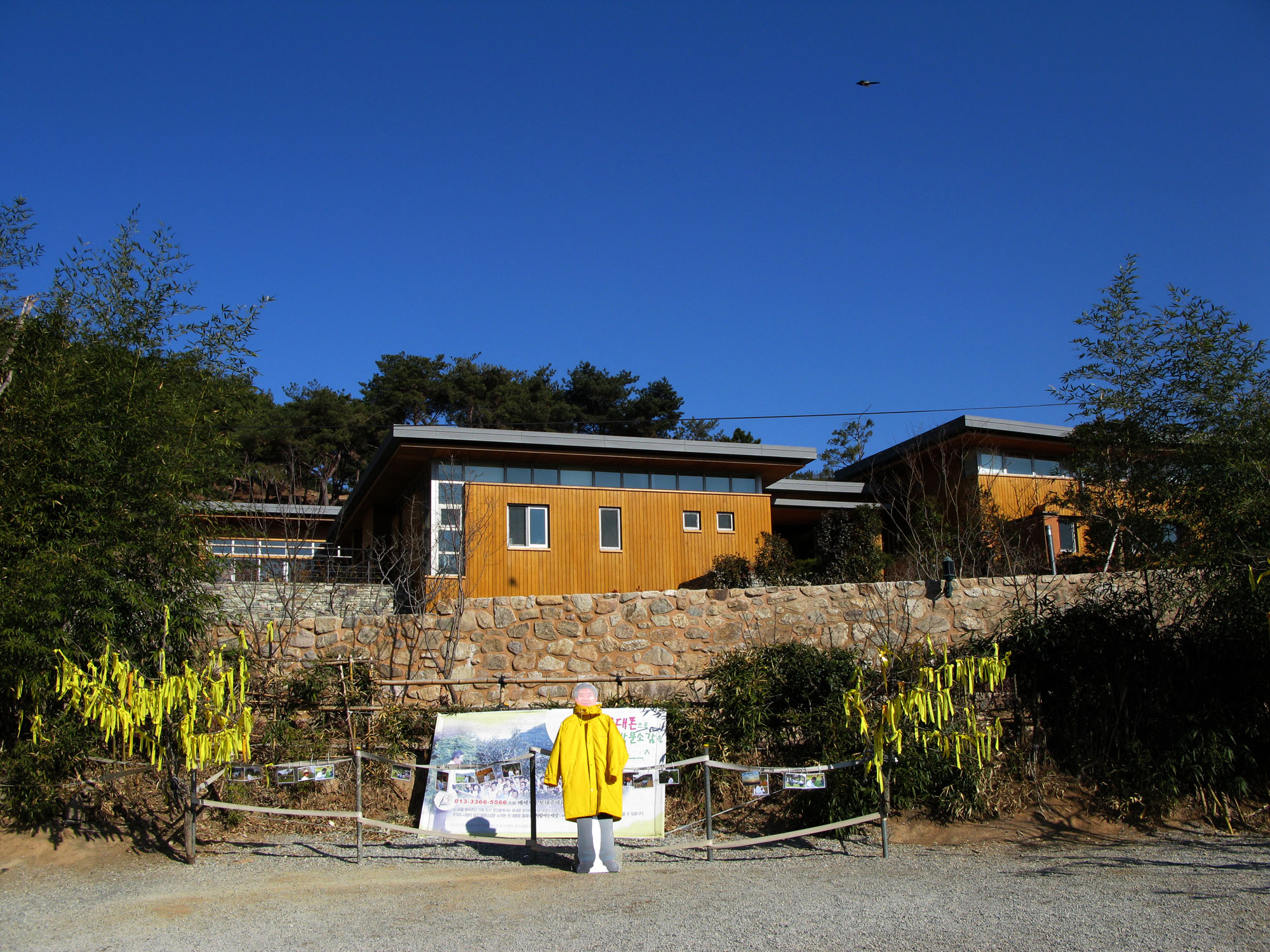
노무현 前 대통령 사저
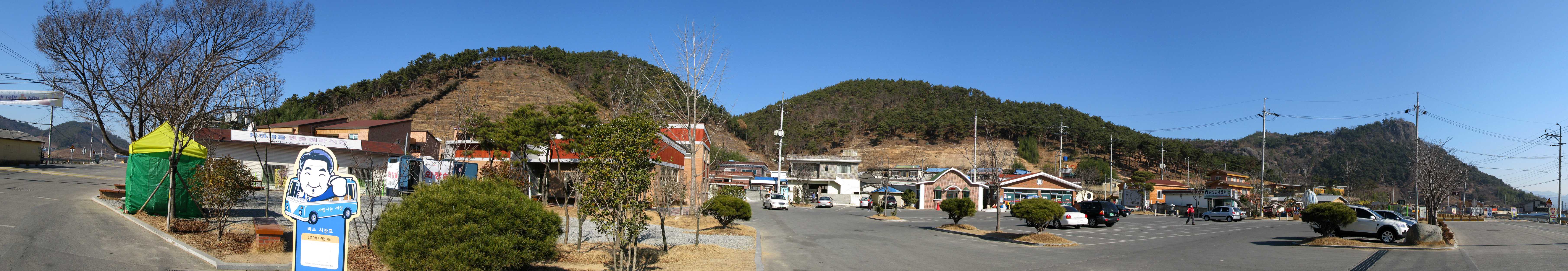
봉하마을 광장
봉하마을앞 논

## 같이 보기
- 김해시
- 부엉이바위
- 노무현
- 봉화산
- 노건평
- 노판석
- 이순례

## 기타
- 김대중 前 대통령의 고향인 전라남도 신안군 하의면 후광리와 자매결연을 맺었다.<ref>“`영호남 화합ㆍ남북 화해` 남긴 뜻은 우리 몫”. 매일경제. 2009년 8월 24일. 2010년 1월 8일에 확인함.